# 12-Stunden-Rennen von Sebring 1994

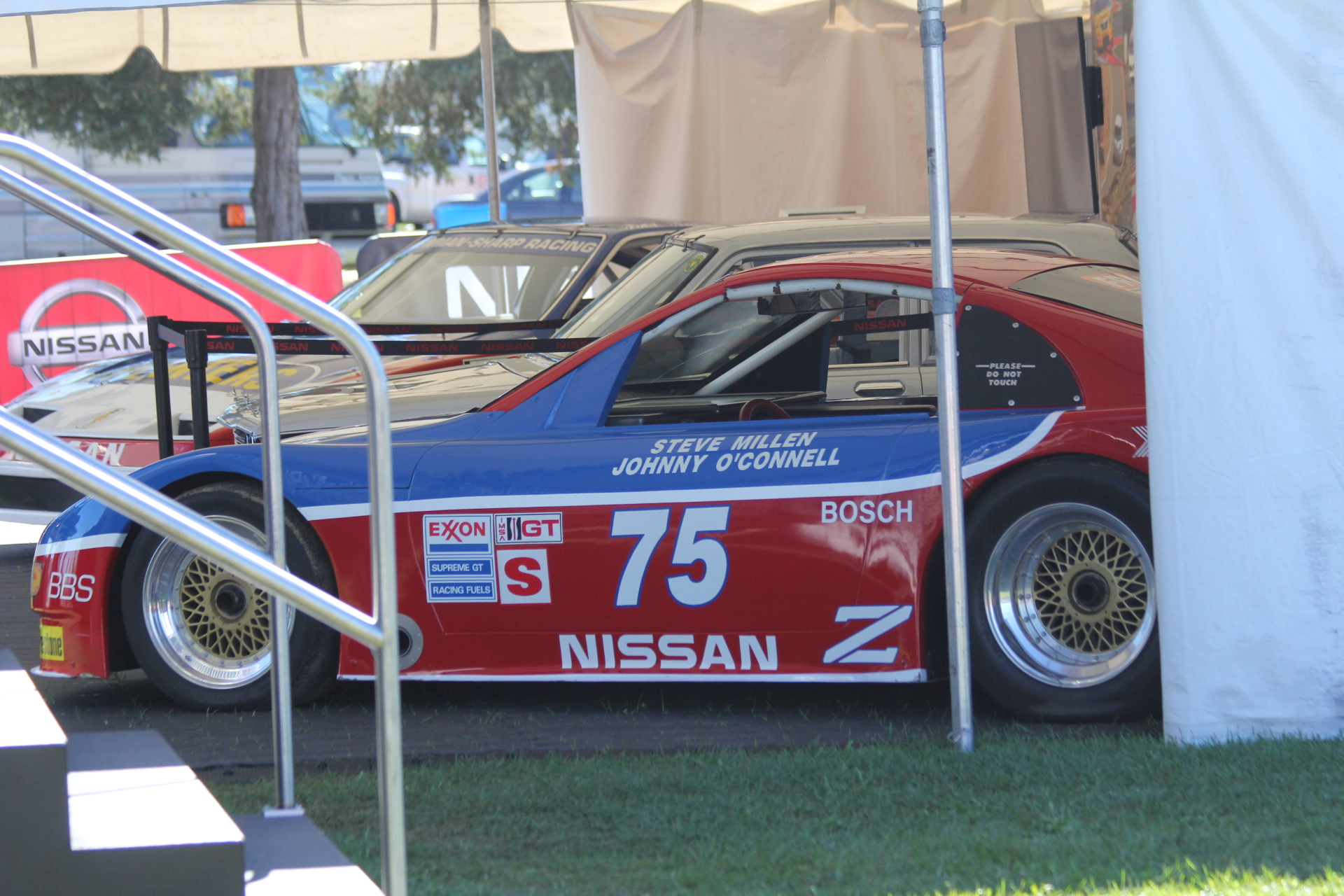
Ein GTS-Rennwagen gewinnt das 12-Stunden-Rennen; Nissan 300ZX, Siegerwagen von John Morton, Johnny O’Connell und Steve Millen

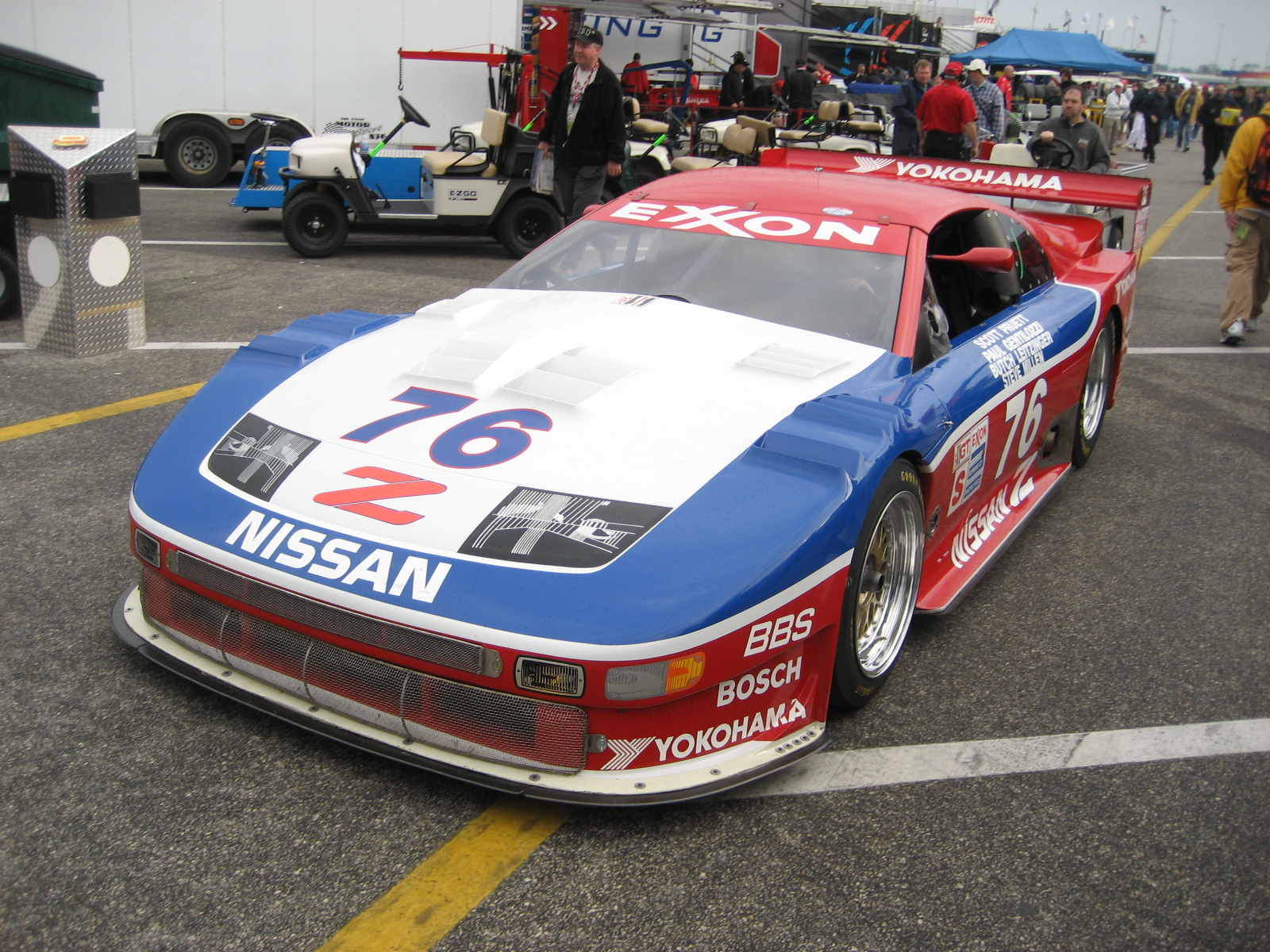
Der zweite Cunningham-300ZX (Startnummer 76). Paul Gentilozzi und Butch Leitzinger fielen nach 121 gefahrenen Runden wegen eines überhitzen Motors aus

Das 42. 12-Stunden-Rennen von Sebring, auch 42nd Annual Contac 12 Hours of Sebring International Grand Prix of Endurance, Sebring International Raceway, fand am 19. März 1994 auf dem Sebring International Raceway statt und war der zweite Wertungslauf der IMSA-GT-Serie dieses Jahres.

## Vor dem Rennen
Nachdem die Kosten für die Entwicklung und den Betrieb der IMSA-GT-Prototypen Anfang der 1990er-Jahre derart anstiegen, dass sich kaum ein Team mehr den Einsatz dieser Rennwagen leisten konnte, kam mit dem Ablauf der 1993 das Ende dieser Fahrzeuge im nordamerikanischen Sportwagensport. Damit kam es auch in den Vereinigten Staaten, ein Jahr nach der letzten Saison der Sportwagen-Weltmeisterschaft, zum Ende der großen Sportwagen-Prototypen. Die International Motor Sports Association reagierte mit dem Einführen einer neuen Sportwagenklasse. Die World Sports Cars ersetzten ab 1994 die GTP- und Lights-Klasse. World Sports Cars waren offene Sportwagen mit nunmehr kostengünstigerer Technik.
Das erste Rennen der neuen Rennserie war das 24-Stunden-Rennen von Daytona. Scott Pruett, Butch Leitzinger, Paul Gentilozzi und Steve Millen, die einen Nissan 300ZX fuhren, gewannen das Rennen mit einem Vorsprung von 24 Runden auf Bob Wollek, Dominique Dupuy, Jesús Pareja und Jürgen Barth, die die Rennveranstaltung auf einem Porsche 911 Turbo S LM bestritten.

## Das Rennen
Nach Sebring kamen 1994 jedoch noch kaum eigenständig entwickelte WSC-Sportwagen. Gemeldet in dieser neuen Rennklasse waren vor allem umgebaute ehemalige Lights-Fahrzeuge, sodass die Meldeliste von den GT-Wagen dominiert wurde. Im Training zeigten sich die Geschwindigkeitsunterschiede der WSC-Sportwagen zu den GTO-Prototypen. Die Pole-Position-Zeit von Jeremy Dale im Spice AK93 war mit 2:01,376 Minuten um 16 Sekunden langsamer als die Zeit, die Juan Manuel Fangio II im Jahre davor im Eagle MkIII erzielt hatte. Auch die Durchschnittsgeschwindigkeit auf eine Runde zeigte drastisch den Unterschied der Rennklassen. Die 201,973 km/h von 1993 sanken auf 176,611 km/h.
Dass die Spannung eines Rennens wenig zu tun hat mit der Größe eines Teilnehmerfelds, sondern mehr mit der Qualität von Fahrzeugen und Fahrern, zeigte der Rennverlauf. Vom Start weg entwickelte sich ein Dreikampf zwischen dem letztlich siegreichen Nissan 300ZX von John Morton, Johnny O’Connell und Steve Millen und den beiden Spice-WSC-Sportwagen von James Weaver/Derek Bell/Andy Wallace sowie Jeremy Dale/Bob Schader/Ruggero Melgrati, dessen Wagen nach knapp drei Stunden Fahrzeit wegen Problemen mit dem Öldruck aus dem Duell um den Sieg heraus fiel. Die Spitze wechselte im Laufe des Rennens mehr als ein Dutzend Mal. Einige Runden lag auch der Oldsmobile Cutlass Supreme mit der Startnummer 6 in Führung. Im Ziel hatte der siegreiche Nissan fünf Runden Vorsprung auf die Konkurrenz.

## Ergebnisse

### Schlussklassement
| 1               | GTS | 75 | Cunningham Racing           | John Morton Johnny O’Connell Steve Millen                        | Nissan 300ZX                 | 327 |
| 2               | WSC | 9  | Auto Toy Store              | James Weaver Derek Bell Andy Wallace                             | Spice SE89                   | 322 |
| 3               | WSC | 63 | Downing Atlanta             | Wayne Taylor Tim McAdam Jim Downing                              | Kudzu DG-3                   | 314 |
| 4               | WSC | 44 | Scandia Motorsports         | Ross Bentley Andy Evans Butch Leitzinger                         | Spice WSC94                  | 309 |
| 5               | GTU | 49 | Mark Sandridge              | Nick Ham Joe Varde Mark Sandridge                                | Porsche 911 Carrera RSR      | 305 |
| 6               | GTU | 95 | Leitzinger Racing           | Jim Pace Butch Hamlet Barry Waddell                              | Nissan 240SX                 | 305 |
| 7               | GTS | 99 | Konrad Motorsport           | Örnulf Wirdheim Franz Konrad Ferdinand de Lesseps Charles Mendez | Porsche 911 Turbo            | 299 |
| 8               | GTU | 01 | Rohr Corporation            | Jochen Rohr Jeff Purner John O’Steen                             | Porsche 911 Carrera RSR      | 298 |
| 9               | GTU | 37 | Ecurie Biennoise            | Lilian Bryner Enzo Calderari Renato Mastropietro                 | Porsche 911 Carrera RSR      | 293 |
| 10              | WSC | 20 | Consulier Racing            | Scott Lagasse Ken Schrader                                       | Consulier Intruder           | 289 |
| 11              | GTS | 59 | Brumos Porsche              | Hans-Joachim Stuck Walter Röhrl Hurley Haywood                   | Porsche 911 Turbo GT America | 287 |
| 12              | GTS | 69 | Gustl Spreng Racing         | Gustl Spreng Ray Mummery                                         | Porsche 911 Carrera RSR      | 283 |
| 13              | GTU | 26 | Alex Job Racing             | Charles Slater Peter Uria Joe Cogbill                            | Porsche 911                  | 280 |
| 14              | GTS | 71 | Churchill Transport         | Jerry Churchill Randy Churchill                                  | Oldsmobile Cutlass           | 277 |
| 15              | GTU | 00 | Konrad Motorsport           | Antônio de Azevedo Hermann Eric van Vliet Maurizio Sandro Sala   | Porsche 911 Carrera RSR      | 267 |
| 16              | WSC | 36 | Pegasus Racing              | Dieter Quester Pete Halsmer Oliver Kuttner Wolf Zweifler         | Pegasus                      | 259 |
| 17              | GTU | 4  | Dibos Racing Team Peru      | Eduardo Dibos Les Lindley Bill Auberlen                          | Mazda RX-7                   | 255 |
| 18              | GTU | 58 | Pro Technik Racing          | Sam Shalala Mycroft Karos Ron Kerr Bill Ferran                   | Porsche 911                  | 254 |
| 19              | GTS | 51 | Bruce Trenery               | Bruce Trenery Jeffrey Pattinson Andrew Osman                     | Oldsmobile Cutlass           | 253 |
| 20              | GTU | 57 | Kryderacing                 | Reed Kryder Frank Del Vecchio Joe Danaher                        | Nissan 240SX                 | 241 |
| 21              | GTU | 81 | Vito Scavone                | Vito Scavone Derek Oland John McAulay                            | Porsche 944 Turbo            | 237 |
| 22              | GTU | 09 | Charles Wagner              | Charles Wagner Dave Russell Kenneth Brady Steve Mott             | Mazda RX-7                   | 237 |
| 23              | GTU | 12 | Lotus USA                   | Doc Bundy David Murry                                            | Lotus Esprit X180R           | 231 |
| 24              | GTS | 23 | Curren Motorsports          | Tom Curren Robert Borders Bill Julian Gene Harry                 | Oldsmobile Cutlass           | 224 |
| 25              | GTS | 04 | Art Cross                   | Art Cross Steve Roberts Bobby Dumont                             | Chevrolet Camaro             | 218 |
| 26              | GTU | 91 | Mel Butt                    | Lorin Hicks Mel Butt Ron Zitza                                   | Porsche 911                  | 207 |
| 27              | GTS | 21 | Bob Hundredmark             | Bob Hundredmark Peter Hanson Ken Fengler Dan King                | Oldsmobile Cutlass           | 198 |
| 28              | GTU | 68 | Charles Coker               | Ken McKinnon Flip Groggins Charles Coker Hugh Johnson            | Porsche 944 Turbo            | 194 |
| 29              | GTS | 50 | Overbagh Racing             | Mark Montgomery Tom Ministri Oma Kimbrough Hoyt Overbagh         | Porsche 944 Turbo            | 186 |
| 30              | GTS | 94 | Morrison Motorsports        | John Heinricy Stu Hayner Andy Pilgrim                            | Chevrolet Corvette           | 185 |
| 31              | GTS | 19 | O’Brien Motorsports         | Linda Pobst Leigh O’Brien Kat Teasdale                           | Chevrolet Camaro             | 81  |
| Ausgefallen     |     |    |                             |                                                                  |                              |     |
| 32              | GTS | 6  | Brix Racing                 | R. K. Smith Tommy Riggins Irv Hoerr Darin Brassfield             | Oldsmobile Cutlass Supreme   | 263 |
| 33              | WSC | 11 | Tony Kester                 | Tony Kester Stan Cleva Joseph Hamilton                           | Tiga GT286 Spyder            | 252 |
| 34              | GTU | 73 | Jack Lewis Enterprises Ltd. | Jack Refenning John Bourassa Jack Lewis                          | Porsche 911 Carrera RSR      | 194 |
| 35              | GTS | 5  | Brix Racing                 | Scott Pruett Price Cobb Tommy Riggins                            | Oldsmobile Cutlass Supreme   | 190 |
| 36              | GTU | 96 | Leitzinger Racing           | Geoff Boss Glenn Straub Andy Boss                                | Nissan 240SX                 | 178 |
| 37              | GTS | 93 | Morrison Motorsports        | Del Percilla Andy Pilgrim Jim Minneker Jeff Nowicki              | Chevrolet Corvette           | 165 |
| 38              | GTS | 03 | Carolina Racing Engines     | Gary Smith Timothy Spurr Steve Goldin                            | Chevrolet Camaro             | 129 |
| 39              | GTS | 76 | Cunningham Racing           | Paul Gentilozzi Butch Leitzinger                                 | Nissan 300ZX                 | 121 |
| 40              | WSC | 45 | Scandia Motorsports         | John Macaluso Paul Debban Hugh Fuller                            | Kudzu DG-2                   | 114 |
| 41              | ESC | 2  | Brix Racing                 | Jeremy Dale Bob Schader Ruggero Melgrati                         | Spice AK93                   | 91  |
| 42              | GTS | 72 | Champion Porsche            | Bill Adam John Paul junior Victor Gonzalez                       | Porsche 911 Turbo            | 91  |
| 43              | WSC | 10 | Premdor                     | John Jones Jeff Lapcevich Neil Jamieson                          | Tiga FJ94                    | 68  |
| 44              | GTS | 87 | John Annis                  | John Annis Louis Beall Dana DeShong Duane Meyer                  | Chevrolet Camaro             | 13  |
| 45              | GTS | 35 | Bill McDill                 | Richard McDill Tom Juckette Bill McDill                          | Chevrolet Camaro             | 8   |
| 46              | GTU | 08 | Saeta Racing                | Henry Taleb Terry Andrews Jean-Pierre Michelet Ignacio Escobar   | Nissan 300ZX                 | 6   |
| 47              | WSC | 22 | Screaming Eagles Racing     | Andy Wallace Craig Nelson Dan Clark Dorsey Schroeder             | Spice SE90                   | 5   |
| 48              | GTU | 0  | Leigh Miller Racing         | Leigh Miller Tom Rathbun Lance Stewart Mike Holt                 | Porsche 944 Turbo            | 4   |
| Nicht gestartet |     |    |                             |                                                                  |                              |     |
| 49              | GTS | 3  | Kent Painter                | Kent Painter Tami Rai Busby                                      | Chevrolet Camaro             | 1   |

1 nicht gestartet

### Nur in der Meldeliste
Hier finden sich Teams, Fahrer und Fahrzeuge, die ursprünglich für das Rennen gemeldet waren, aber aus den unterschiedlichsten Gründen daran nicht teilnahmen.
| Pos. | Klasse | Nr. | Team               | Fahrer                                                   | Chassis                 |
| ---- | ------ | --- | ------------------ | -------------------------------------------------------- | ----------------------- |
| 50   | WSC    | 9   | Support Net Racing | Henry Camferdam Roger Mandeville Gary Drummond           | Hawk MD3R               |
| 51   | GTU    | 24  | Jarett Freeman     | Jarett Freeman                                           | Porsche 993 Supercup    |
| 52   | GTU    | 42  | Rudolf Brent       | Stig Amthor Rolf Kuhn Philippe de Craene Philippe Olczyk | Porsche 911 Carrera RSR |

### Klassensieger
| Klasse | Fahrer       | Fahrer           | Fahrer         | Fahrzeug                | Platzierung im Gesamtklassement |
| ------ | ------------ | ---------------- | -------------- | ----------------------- | ------------------------------- |
| WSC    | James Weaver | Derek Bell       | Andy Wallace   | Spice SE89              | Rang 2                          |
| GTU    | John Morton  | Johnny O’Connell | Steve Millen   | Nissan 300ZX            | Gesamtsieg                      |
| GTS    | Nick Ham     | Joe Varde        | Mark Sandridge | Porsche 911 Carrera RSR | Rang 5                          |

### Renndaten
- Gemeldet: 52
- Gestartet: 48
- Gewertet: 31
- Rennklassen: 3
- Zuschauer: 100000
- Wetter am Renntag: warm und trocken
- Streckenlänge: 5,955 km
- Fahrzeit des Siegerteams: 12:01:22,068 Stunden
- Gesamtrunden des Siegerteams: 327
- Gesamtdistanz des Siegerteams: 1947,145 km
- Siegerschnitt: 161,955 km/h
- Pole-Position: Jeremy Dale – Spice AK93 (#2) – 2:01,376 – 176,611 km/h
- Schnellste Rennrunde: Andy Evans – Spice WSC94 (#44) – 2:03,432 – 173,796 km/h
- Rennserie: 2. Lauf zur IMSA-GT-Serie 1994